# Louis d'Évreux
Pour les articles homonymes, voir Louis de France et Louis d'Évreux (homonymie).
Louis d'Évreux, né le 3 mai 1276 et mort le 19 mai 1319 à Longpont, comte d'Évreux et baron d'Étampes, fils du roi de France Philippe III le Hardi (1245-1285) et de Marie de Brabant (1254-1321), est un prince royal de la dynastie capétienne.
Demi-frère cadet du roi Philippe IV le Bel, il reçoit en apanage de celui-ci, en 1298, ou en 1300 (selon les sources) le comté d'Évreux. Il est également le demi-frère de Charles de Valois.

## Biographie
Louis est élevé avec ses frères et sœurs au château de Vincennes et au Louvre. Il n'a que neuf ans lorsque son père Philippe III meurt subitement au retour de la désastreuse croisade d'Aragon. Dans son testament, il gratifie Louis d'une pension annuelle et perpétuelle de 15 000 livres, assignée sur des terres nobles. En 1297, Philippe IV le Bel lui cède la seigneurie de Beaumont-le-Roger.
Louis d'Évreux est un personnage discret, brillant surtout par ses qualités de diplomate. Son influence politique réelle est difficilement mesurable.
L'une de ses plus importantes missions diplomatiques est son rôle de négociateur du traité d'Athis-sur-Orge en 1305.
À l'inverse de nombre de ses contemporains, c'est un prince attaché à la paix. Pour lui, un seigneur du sang n'est véritablement « grand qu'à proportion qu'il est soumis à Dieu, au souverain et aux lois ». Il défend avec fermeté le droit de l'État contre l'Église et seconde son frère le roi Philippe dans sa lutte contre Boniface VIII.
En 1314, il s'oppose à une nouvelle guerre contre les Flamands et pousse son frère à la négociation, ce qui amène à la convention de Marquette qui permet de sauvegarder la paix entre la France et la Flandre.
Il participe en 1297 aux campagnes de Flandre, ainsi qu'en 1304 et en 1315. Il se distingue surtout à la victoire de Mons-en-Pévèle.
Le 6 octobre 1298, son frère Philippe IV lui donne en apanage le comté d'Évreux, peut-être afin de combler ses difficultés financières. Il reçoit en même temps les seigneuries d'Étampes, de Meulan, de Gien, d'Aubigny.
En 1308, son nom est évoqué pour devenir le candidat de la France au trône impérial.
En 1316, à la mort de Louis X le Hutin, Louis se rallie à son neveu le comte de Poitiers dans sa lutte pour l'obtention de la régence. Devenu roi sous le nom de Philippe V, celui-ci récompense son oncle en érigeant le comté d'Évreux en pairie. Le comte d'Évreux devient également un conseiller écouté du jeune souverain.
En 1317, il a un important différend avec son frère Charles de Valois. En effet Évreux avait obtenu le prestigieux mariage d'une de ses filles avec le petit-fils du comte Robert III de Flandre, Louis de Crécy. Mais ce projet est abandonné après la révolte du père de ce dernier Louis de Nevers. Valois en profite pour obtenir la promesse d'une union entre Louis et une de ses propres filles. Philippe V intervient pour barrer la route à son oncle Valois, et finalement Nevers épousa Marguerite, la deuxième fille du roi de France.
Enfin, afin d'apaiser le comte d'Évreux, le roi accorde pour son fils Philippe la main de la petite Jeanne de Navarre, fille du défunt Louis X et prétendante éventuelle à la couronne de France. De cette dernière union, naîtra Charles II le Mauvais.
Souhaitant « quitter le siècle », le comte d'Évreux organise le partage de ses biens entre ses enfants à l'été 1318 et se retire à l'abbaye Notre-Dame de Longpont. Il n'y reste que quelques mois et meurt subitement le 19 mai 1319 à l'âge de 43 ans.
Son corps est inhumé dans l'église du couvent des Jacobins à Paris, aux côtés de son épouse Marguerite d'Artois, alors que son cœur est déposé dans l'église des Cordeliers de la même ville.
Son frère Charles de Valois devient le tuteur de ses deux fils mineurs.

## Mariage et enfants
Il épousa en 1301 Marguerite d'Artois (v. 1285-1311), fille de Philippe d'Artois et de Blanche de Bretagne, et eut :
- Marie (1303-1335), mariée vers 1314 avec Jean III de Brabant (1300-1355) ;
- Philippe (1305-1343) comte d'Évreux, et roi de Navarre par mariage avec sa petite-cousine Jeanne de France ;
- Charles (1306-1336), comte d'Étampes, marié en 1335 à Marie de la Cerda, sœur de Juan Nuñez de Lara, seigneur de Biscaye ;
- Marguerite (v. 1307-1350), mariée en 1325 avec Guillaume XII d'Auvergne (v. 1300-1332) ;
- Jeanne (avant 1310-1371), mariée en 1324 avec Charles IV (1294-1328), roi de France.

Louis d'Évreux fut également père naturel d'un fils, Jean, baron de Polissac (-1397), qui eut une descendance.[réf. nécessaire]
Il est à l'origine de la maison capétienne d'Évreux-Navarre.

## Dans la fiction
Louis d'Évreux est un personnage secondaire de la série de romans Les Rois maudits de Maurice Druon. Il y apparaît comme un sage et avisé conseiller de son frère Philippe IV, puis de son neveu Philippe V. Dans l'adaptation télévisée de 1972, il est incarné par Robert Party.

## Sources
- Jean Favier, Philippe le Bel, Paris, Fayard, 1976.
- Jean Petit, Charles de Valois, Paris, 1900.
- Un prince capétien illustre moine de Longpont.